# Skuta (mlečni izdelek)
Skuta, nekdaj bolj znana kot sir, je splošno ime za dve vrsti mlečnih izdelkov: to sta prava skuta in skutni sir. Običajno se oba prištevata k sirom, čeprav se ne pridobivata s koagulacijo mleka, temveč s koagulacijo sirotke. 

## Opis
Skuta je bele do rumenkaste barve ter ima enakomerno mehko, zrnato, mazavo ali pastozno teksturo, ki je odvisna predvsem od temperature izdelave. Njen okus in vonj sta rahlo kiselkasta in odvisna od sestavin (odstotka mleka in vrste sirila). V prodaji so tudi izdelki, kjer so skuti primešani 
razni dodatki, na primer zelišča, ki seveda spreminjajo njen originalni videz in okus.

## Izdelava
Prava skuta se pridobiva s koagulacijo same sirotke, ki je nastala pri predhodni koagulaciji mleka, je torej stranski proizvod pridobivanja sirov.  Za izdelavo skutnega sira pa je treba prej dodati sirotki nekaj  
kravjega ali kozjega mleka; razmerje med količino mleka in količino sirotke odloča trdnost in trajnost sira.
Postopek za pridobivanje skute je precej enostaven. Tekočina (sirotka ali mešanica sirotke in mleka), ki ji je bilo dodano primerno sirilo, mora biti segreta do določene temperature, pri kateri sesiri, se pravi da gosta masa odstopi iz tekočine in se začne zbirati na površini. Sirar mora to maso sproti odstranjevati. Navadno to počne s posebnimi dobro preluknjanimi posodami ali plastičnimi siti, ki jih sproti odstavlja na primeren prostor, da se scedijo. Ko iz sit odteče toliko tekočine, da se več ne cedijo. je skuta gotova. Sita se obrnejo na pomaščen papir, kjer skuta ostane v obliki, ki ji jo je dalo sito. Če je pravilno odcejena, se lahko papir pregane in nastane paket za prodajo. Če gre za izdelek, ki mora biti mazav (ne zrnat) in ki zato ne obdrži oblike sita, ga je treba shraniti v plastične posodice ali lončke. 

## Uporaba
Prava skuta je uporabna takoj, celo še topla. Je cenjena osnova za hladne omake in namaz za kruh ali prepečenec. Uporablja pa se tudi za sirove slaščice ter za kisle in sladke nadeve.

### Skutni sir
Kmečki (skutni) sir je grudast in blagega okusa, pogosto vsebuje smetano. Ker ne zori, je brez skorje in moker, zato ga navadno prodajajo v kozarcih. Vsebuje od 5, 10, 20 pa tudi do 40% maščobe v suhi snovi ter do 81% vode v nemaščobni snovi. Na voljo je v mnogih državah, uporabljajo pa ga za sirove kolače in solate. 
Ponekod, na primer v Bosni, ga sušijo na soncu ali na peči, dokler se utrdi, tako traja tudi nekaj mesecev. V Furlaniji ga prekadijo v dimnici kakor meso, kar mu da okusno rjavo skorjico, medtem ko ostane notranjost mehka in zrnata. Stisnjenega v trdo skuto in narezanega na kocke ga v Indiji jedo kot mattha paneer.

### Albuminska skuta
Izrazi abuminska skuta, pastirska skuta in rikota opisujejo isti mlečni izdelek.

### Kolostrum
Na Slovenskem smo uživali še eno vrsto skute, ki nastane iz kuhanega in zapečenega kravjega mleka po telitvi. Druga poimenovanja so tudi mlezivo, mlezva, mlezga, med Slovenci na tržaškem pa keljada, k'lada ali ščuta, strokovno se imenuje kolostrum. Uživali so jo samo ali pripravljali z njo nadeve za ajdove krape (na Gorenjskem) ali štruklje (v tržaški okolici).

### Liptovski sir
V avstro-ogrskem obdobju smo iz drugih območij monarhije prevzeli tudi liptovski sir oz. liptaver, ki ima ime po slovaškem pastirskem območju Liptovu v slovaških Tatrah. Tovrstni izdelek nastane, ko med skuto zmešamo kislo smetano, dodamo suho zmleto rdečo papriko,  mleto kumino in mleti črni poper (ali še druge dodatke), ter zmes prepustimo zorjenju.